# Kalena
Kalena (en népalais : कलेना) est un comité de développement villageois du Népal situé dans le district de Doti. Au recensement de 2011, il comptait 2 729 habitants.